# José Manuel Soto
José Manuel Soto Delgado (nascido em 19 de setembro de 1946) é um ex-ciclista olímpico costa-riquenho. Representou sua nação nos Jogos Olímpicos de Verão de 1968, competindo em duas provas: corrida individual em estrada e na prova de contrarrelógio.